# Chehalis Indian Reserve 5
Chehalis Indian Reserve 5 är ett reservat i Kanada.   Det ligger i provinsen British Columbia, i den södra delen av landet, 3 500 km väster om huvudstaden Ottawa.
I omgivningarna runt Chehalis Indian Reserve 5 växer i huvudsak barrskog. Runt Chehalis Indian Reserve 5 är det ganska tätbefolkat, med 108 invånare per kvadratkilometer.